# Aruba en los Juegos Paralímpicos de París 2024
Aruba estuvo representada en los Juegos Paralímpicos de París 2024 por una deportista masculino. El equipo paralímpico arubeño no obtuvo ninguna medalla en estos Juegos.